# Pabellon Polivalente de Craiova
El Pabellón Polivalente de Craiova  (en rumano: Sala Polivalentă din Craiova) es el nombre que recibe un pabellón cultural y deportivo multiusos (partidos de baloncesto, balonmano, conciertos, eventos culturales, espectáculos) en la localidad de Craiova, en el país europeo de Rumania. Tiene un aforo aproximado para recibir a 4215 espectadores. Fue terminado en noviembre de 2012 con un costo de 35 millones de euros. Se trata de una propiedad del municipio de Craiova y que es gestionada por la RAADPFL Craiova.